# Teodor Shanin
Teodor Shanin (Vilna, 30 de octubre de 1930-Moscú, 4 de febrero de 2020) fue un sociólogo británico de origen polaco.

## Actividad académica
Profesor de la Universidad de Mánchester, presidente de la Escuela de Moscú de Ciencias Económicas y Sociales, cariñosamente llamada Sháninka. Miembro de la Academia Rusa de Ciencias Agrícolas. Sus campos de interés eran la sociología histórica, la sociología del conocimiento, la economía social, el entorno rural y el campesinado.
«Este sociólogo lleva muchos años recorriendo el mundo y estudiándolo... desarmado de encuestas. Sus equipos se quedan a vivir en las regiones que estudian, viven y trabajan como cualquier hijo de vecino y, poco a poco, hacen emerger los verdaderos factores que determinan la economía local y, por tanto, sus conexiones, si existen, con otras economías».

## Trabajos más importantes
- "The Awkward class" (en español, La Clase Incómoda - Sociología política del campesinado en una sociedad en desarrollo -Rusia 1910-1925)
- "Peasants and Peasants Societies" (en español Campesinos y Sociedades Campesinas).
- "The Rules of the Game: Models in Contemporary Scholary Thought".
- "Russia 1905-1907: Revolution as a Moment of Truth".
- "Defining Peasants".
- "Russia as a Developing Society".
- "Informal Economies: Russia and the World".
- "Reflexive Peasant Studies".